# Wolf-Rüdiger Mühlmann
Wolf-Rüdiger Mühlmann (* 13. Juli 1968 in Schlema) ist ein deutscher Journalist, Autor und Promoter.

## Leben und frühes Wirken
Mühlmann wurde in Sachsen geboren und wuchs in der DDR auf. Bereits in seiner Jugend interessierte er sich für Rockmusik und Heavy Metal. Noch in der DDR nahm er ein Maschinenbau-Studium auf. Nach der Wende 1989 brach er das Studium ab und begann als Redakteur für diverse Tageszeitungen zu arbeiten. Seine Artikel behandelten vornehmlich Themen aus den Bereichen Umwelt und Politik. Für die Reportage Das Millionending von Greiz-Gommla wurde er 1994 mit dem Theodor-Wolff-Preis ausgezeichnet. Im Jahr 1995 begann er als freier Journalist für das Metal-Magazin Rock Hard. Im Jahr 1997 zog Mühlmann nach Hamburg, wo er seither als freischaffender Promoter tätig ist.

## Musikjournalistische Tätigkeit
In seiner musikjournalistischen und -redaktionellen Tätigkeit befasste Mühlmann sich mit diversen Schwerpunktthemen, darunter Industrial Metal, Neue Deutsche Härte, Post-Metal und Black Metal. Für einige Themen wurde er von Journalisten und Sachbuchautoren befragt und zitiert. So verfasste Mühlmann im Juni 2007 das NSBM-Special Der rechte Rand, das im Rock-Hard-Magazin veröffentlicht wurde und sich vornehmlich der Aufarbeitung der NSBM-Vertriebsstrukturen über reguläre Metal-Mailorder widmete. Dem Special ging ein offener Brief an verschiedene Versandhändler voraus. Der rechte Rand wurde zu einer Informationsquelle für spätere kritische Auseinandersetzungen mit dem Thema NSBM.
Im Jahr 2014 kam es zu einem Bruch innerhalb der Redaktion des Rock-Hard-Magazins. In der Folge gründeten Mühlmann und Götz Kühnemund federführend den Verlag In Dubio Pro Metal Verlags- und Handels-GmbH sowie das über diesen Verlag erscheinende Magazin Deaf Forever. An dem Magazin beteiligten sich neben neuen Mitarbeitern und weiteren ehemaligen Rock-Hard-Redakteuren populäre Musiker der Metal-Szene, darunter der Darkthrone-Schlagzeuger Fenriz, der Primordial-Sänger Alan Averill sowie der Atlantean-Kodex-Gitarrist Manuel Trummer.

## Als Promoter und Veranstalter
Mühlmann tritt seit 1997 als freischaffender Promoter in Erscheinung. Unter seiner Mitwirkung bemüht sich die Promotionfirma Sure Shot Worx um Interpreten aus dem Bereich Metal, Hard Rock und gelegentlich Schwarze Musik.
Seit 2013 ist Mühlmann hinzukommend als Ausrichter des Hamburger Festivals Hell over Hammaburg tätig. Das Festival entstand „aus einem Gefühl der Unzufriedenheit“ hinsichtlich der in Hamburg stattfindenden Metal-Konzerte und -Festivals. Die Veranstaltung wurde auf Powermetal.de als „feste[r] Termin auf dem Festivalkalender vieler Überzeugungstäter“ bezeichnet. Dabei soll beim Hell over Hammaburg „ein Gleichgewicht aus Heavy Metal, Black Metal, Death Metal, Doom und okkultem Abseitigen herrschen.“ Die Auswahl der auftretenden Künstler folge dabei dem Geschmack des Veranstaltungsteams.

## Autorenschaft
Im Dezember 1999 erschien mit Letzte Ausfahrt: Germania sein erstes Sachbuch, welches sich unterschiedlichen Interpreten der Neuen Deutschen Härte widmete. Das Buch erschien in einer Phase kritischer Auseinandersetzungen mit potentiell rechtsextremen Ideologien in der schwarzen Szene, welche mitunter die Neue Deutsche Härte betrafen. Mühlmann wurde damals eine „bedingungslose Verteidigung […] ungeachtet aller Fakten“ der Gruppe Weissglut und ihres, wegen antisemitischer und verschwörungstheoretischer Äußerungen, in der Kritik stehenden Sängers Josef Maria Klumb vorgeworfen. Der Literaturwissenschaftler und Vertreter der sogenannten Poplinken Martin Büsser beurteilte das Buch als „unausgegoren und […] schlecht geschrieben, aber in Sachen vorgestellter Bandbreite äußerst akribisch erarbeitet“. Insbesondere die Rechercheleistung wurde in Rezensionen hervorgehoben. Dem Musikmagazin Visions zufolge zeichnet sich das Buch durch „eine sorgfältige Recherche, eine gute Strukturierung, eine unterhaltsame Schreibe, manchmal trocken oder süffisant vorgebrachte Kritik und ein von Beginn an packendes Thema“ aus.
Im Jahr 2012 veröffentlichte Mühlmann gemeinsam mit den Musikern der Gruppe In Extremo deren Bandbiografie Wir werden niemals knien. Das Buch wurde in einer Besprechung für das Online-Magazin Rocktimes.de als „locker und unterhaltsam zu lesen“ beurteilt. In einer Besprechung für die Seite metal.de wurde Mühlmanns journalistische Tätigkeit generell als polemisierend abgelehnt und seine Beteiligung an dem Buch als „Ärgernis“ bezeichnet. Dennoch beurteilte der Rezensent das Buch als „einen herrlich anekdotenreichen und sehr persönlichen Einblick“ in die Geschichte der Band. Hinzukommend betonte er, dass Mühlmann ein „ziemlich intimer Einblick in die Entstehungsgeschichte und den Werdegang der Band“ gelungen sei.

## Bibliografie
- Wolf-Rüdiger Mühlmann: Letzte Ausfahrt:Germania. Ein Phänomen namens Neue Deutsche Härte. Jeske/Mader, Berlin 1999, ISBN 3-931624-12-9.
- In Extremo, Wolf-Rüdiger Mühlmann: Wir werden niemals knien. Die Geschichte einer unnormalen Band. riva, München 2012, ISBN 978-3-86883-879-4.